# Sikabony
Sikabony (szlovákul: Malé Blahovo, korábban Malý Aboň) Dunaszerdahely városrésze, egykor önálló község Szlovákiában, a Nagyszombati kerület Dunaszerdahelyi járásában.

## Fekvése
Dunaszerdahely északnyugati városrésze.

## Története
A Csukár család után nevezték Csukárabonynak is. A szájhagyomány ellenére a legkorábbi fennmaradt pecsétnyomója 1850-es keltezésű. Ebben egy szablyát tartó koronás oroszlán alakja látható, * SIK ABANY HELYSEG PECSETJE 1850 körirattal.
Vályi András szerint "Sík Abony, magyar falu Poson Vármegyében, lakosai katolikusok, fekszik Szerdahelyhez, mellynek filiája nem meszsze. Határja jó, réttye, legelője elég, fája mind a’ kétféle, eladásra jó módgya, első osztálybéli."
Fényes Elek szerint "Abony (Sik), magyar falu, Pozson vgyében, Szerdahelyhez egy fertálynyira: 367 kath., 54 ref., 12 zsidó lak. F. u. többen"
A trianoni békeszerződésig Pozsony vármegye Alsó-Csallóközi járásához tartozott.
1960-ban csatolták Dunaszerdahelyhez.

## Külső hivatkozások
- Dunaszerdahely hivatalos oldala